# Alliantie van Liberalen en Democraten (Roemenië)
De Alliantie van Liberalen en Democraten (Roemeens:  Alianța Liberalilor și Democraților, ALDE) is een politieke partij in Roemenië die deel uitmaakte van de regering Ponta IV (PSD-UNPR-ALDE 2014-2015) en de opeenvolgende regeringen Grindeanu (PSD-ALDE 2017), Tudose (PSD-ALDE 2017-2018) en Dăncilă (PSD-ALDE 2018-2019). De partij is lid van de Partij van de Alliantie van Liberalen en Democraten voor Europa.

## Historie
De partij werd gevormd op 19 juni 2015 uit een fusie tussen de Hervormde Liberale Partij (PLR) en de Conservatieve Partij (PC). Het voorzitterschap werd gedeeld tussen de twee voormalige partijleiders Călin Popescu-Tăriceanu en Daniel Constantin.
De twee Europarlementariërs van de PC stapte bij de fusie uit de partij. Maria Grapini voegde zich bij de Humanistischekrachtpartij (Sociaal Liberaal) maar bleef binnen de Europese S&D. Laurențiu Rebega stapte uit de S&D en sloot zich als onafhankelijk lid aan bij de ENV.
De partij maakte deel uit van de regering-Ponta van 17 december 2014 tot 4 november 2015 (Ponta IV) en leverde drie ministers: Daniel Constantin, Grațiela-Leocadia Gavrilescu en Andrei Gerea. Sorin Cîmpeanu werd wel voorgedragen door de PC maar heeft zich nooit aan hen of aan het latere ALDE verbonden. Na het aftreden van Victor Ponta werd Sorin Cîmpeanu aangesteld als interim-premier.
In 2016 voegde oud minister Teodor Meleșcanu zich bij de partij.
Bij de regionale verkiezingen van 2016 behaalde ALDE ongeveer 6% van de stemmen. Bij de landelijke verkiezingen van 11 december 2016 behaalde ALDE eveneens ongeveer 6% van de stemmen en verkreeg daarmee 9 zetels in de senaat en 20 in het parlement. ALDE maakte deel uit van de regering van Sorin Grindeanu met de vier ministers Daniel Constantin, Grațiela-Leocadia Gavrilescu, Toma-Florin Petcu en Teodor Meleșcanu.
In maart 2017 kwam het tot een conflict tussen Călin Popescu-Tăriceanu en Daniel Constantin, Tăriceanu beschuldigde Constantin van politieke chantage aan de vooravond van de landelijke verkiezingen door te eisen dat bepaalde mensen van Constantin zouden worden voorgelegd als parlementariër. Constantin op zijn beurt beschuldigde Tăriceanu er van vooral leden voor te dragen die van corruptie worden verdacht. Tăriceanu slaagde erin de partij tegen Constantin op te zetten waarop Constantin als minister moest opstappen. Uiteindelijk werd Constantin uit de partij gezet.